# Taiwanoporia
Taiwanoporia is een geslacht van schimmels. Het is nog niet met zekerheid in een familie ingedeeld (Incertae sedis). De typesoort is Taiwanoporia amylospora.

## Soorten
Volgens Index Fungorum bevat het geslacht twee soorten (peildatum december 2021):
| Soortnaam                | Auteur(s)              | Publicatiejaar |
| ------------------------ | ---------------------- | -------------- |
| Taiwanoporia amylospora  | T.T. Chang & W.N. Chou | 2003           |
| Taiwanoporia roseotincta | T. Hatt.               | 2008           |